# 圣方济各堂 (蒙泰罗索阿尔马雷)
圣方济各堂（Chiesa di San Francesco）位于 是意大利拉斯佩齐亚省五渔村地区蒙泰罗索阿尔马雷的一座罗马天主教教堂，毗邻一座嘉布遣会修道院。

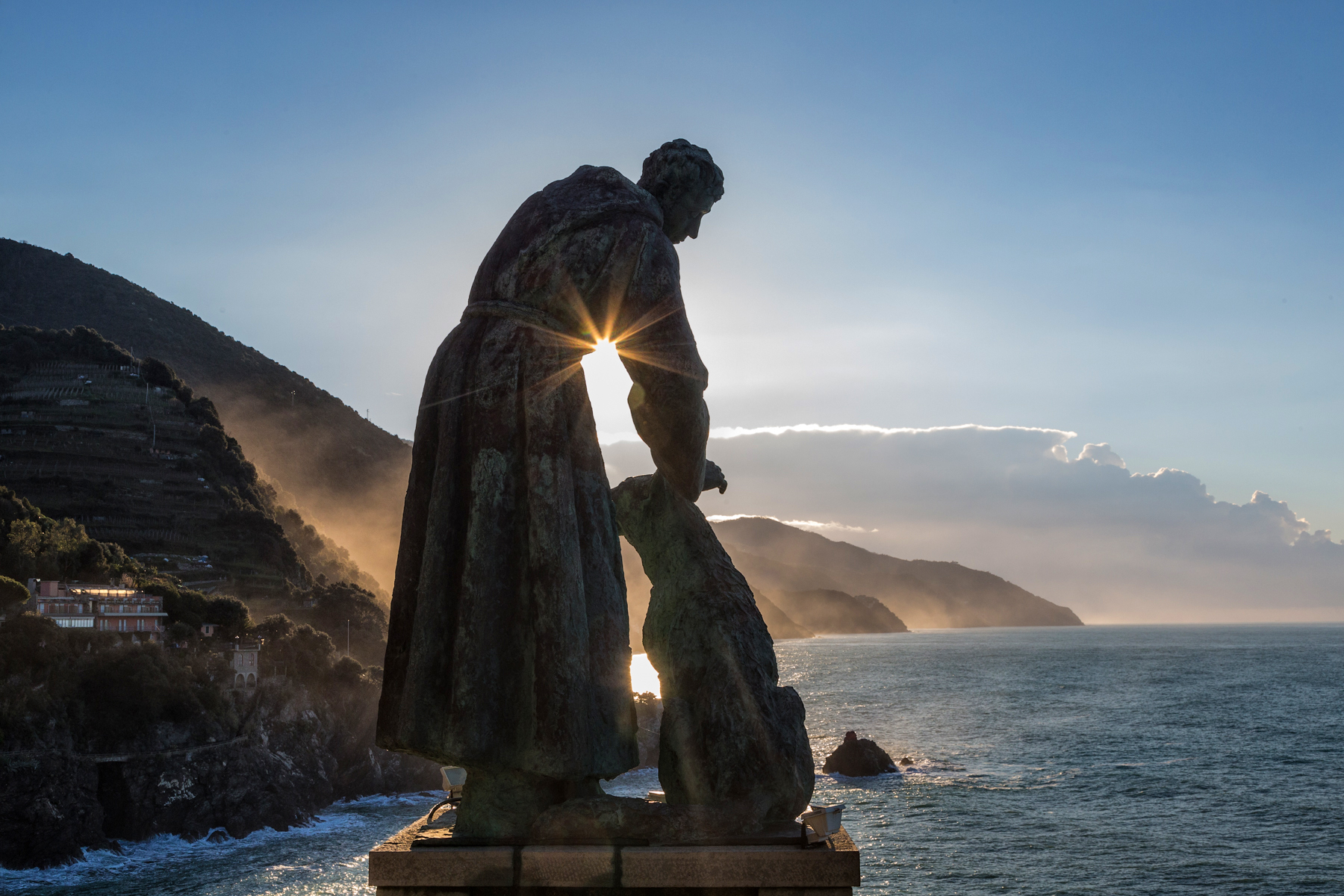

该堂建于1619-1622年，1623年祝圣。
18世纪末、19世纪初，拿破仑统治时期，修道院曾被没收。
该堂拥有一些绘画和雕塑作品，如圣嘉布遣殉教（十八世纪）。

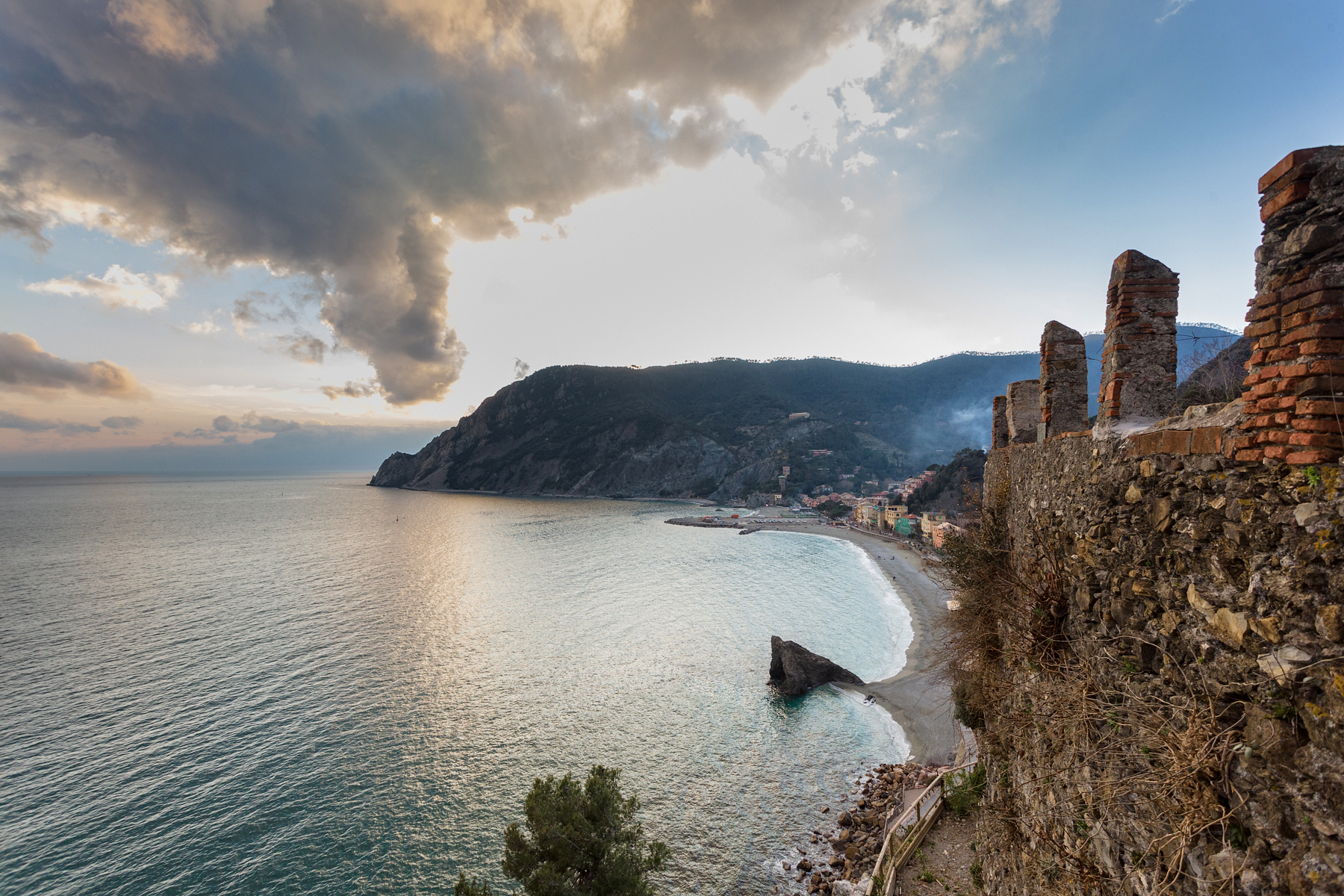

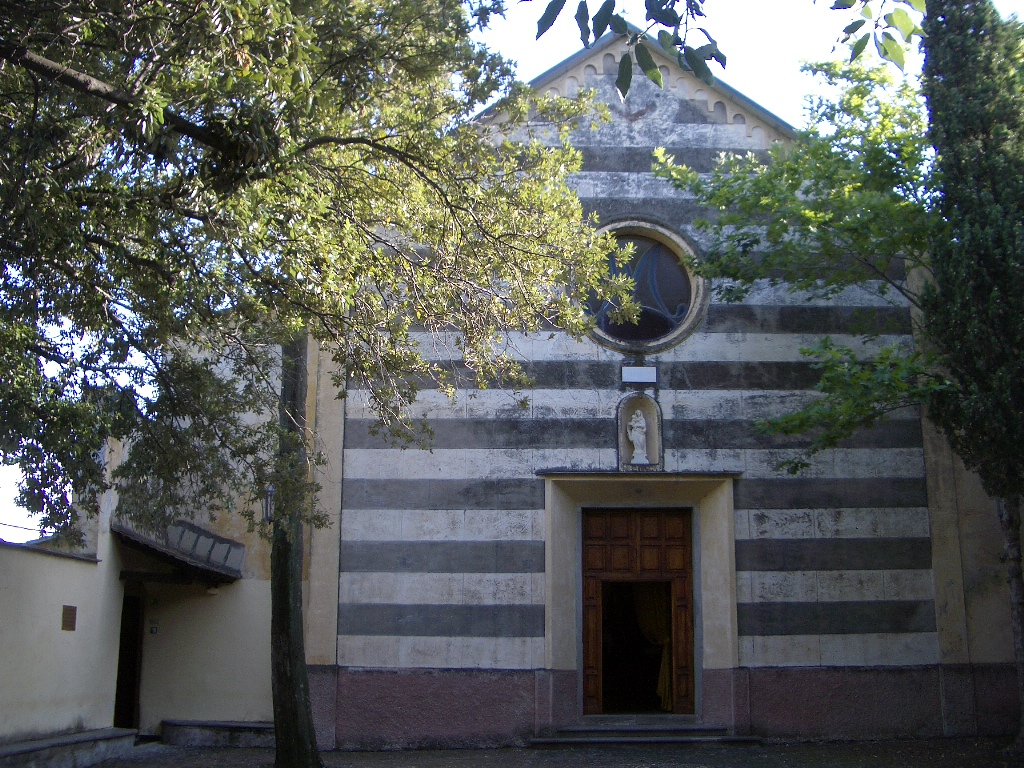

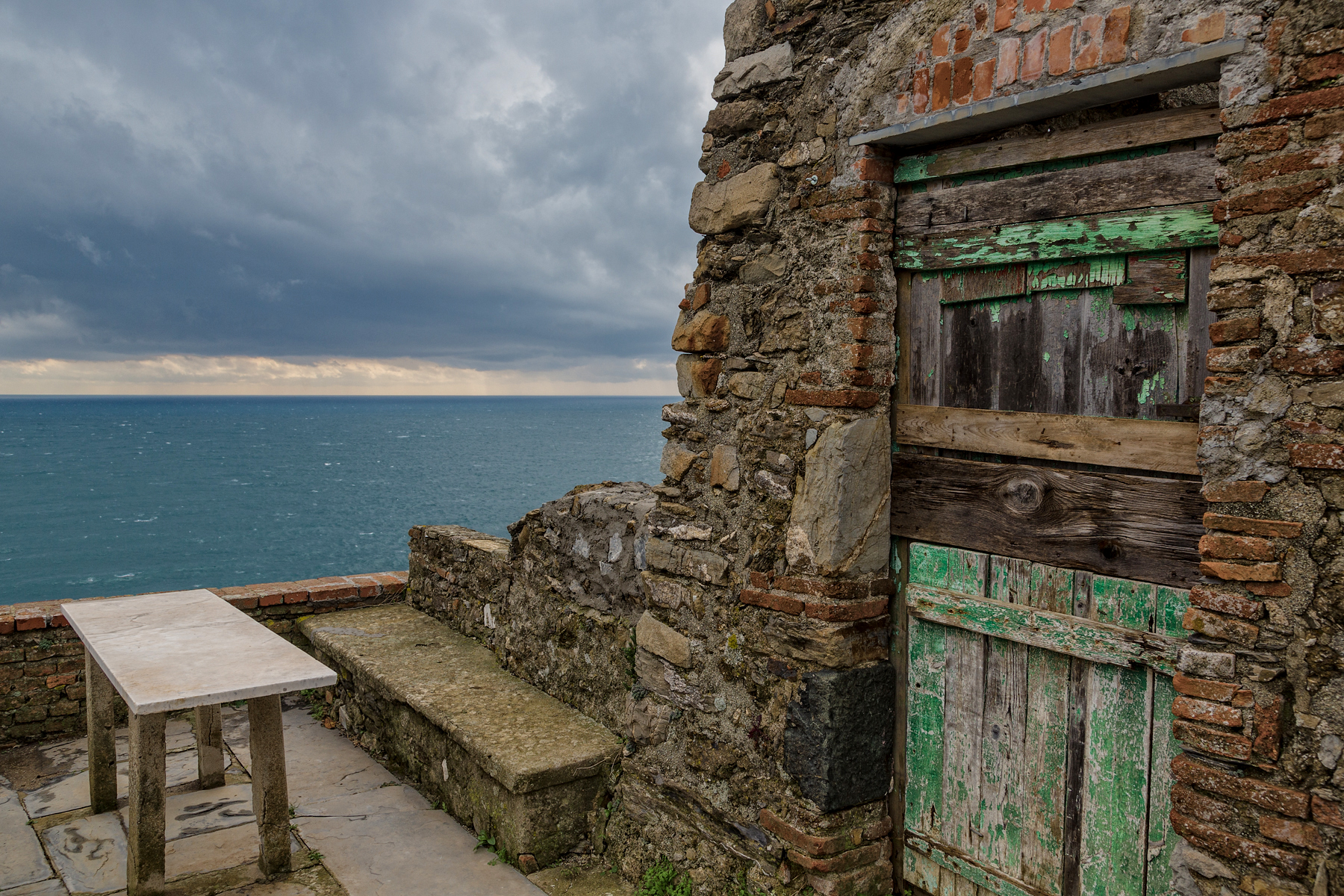